# Werner Eichberg
Werner Karl August Eichberg (* 6. April 1910 in Friedenau bei Berlin; † 25. Februar 1988 in München) war ein deutscher Architekt und Hochschullehrer.

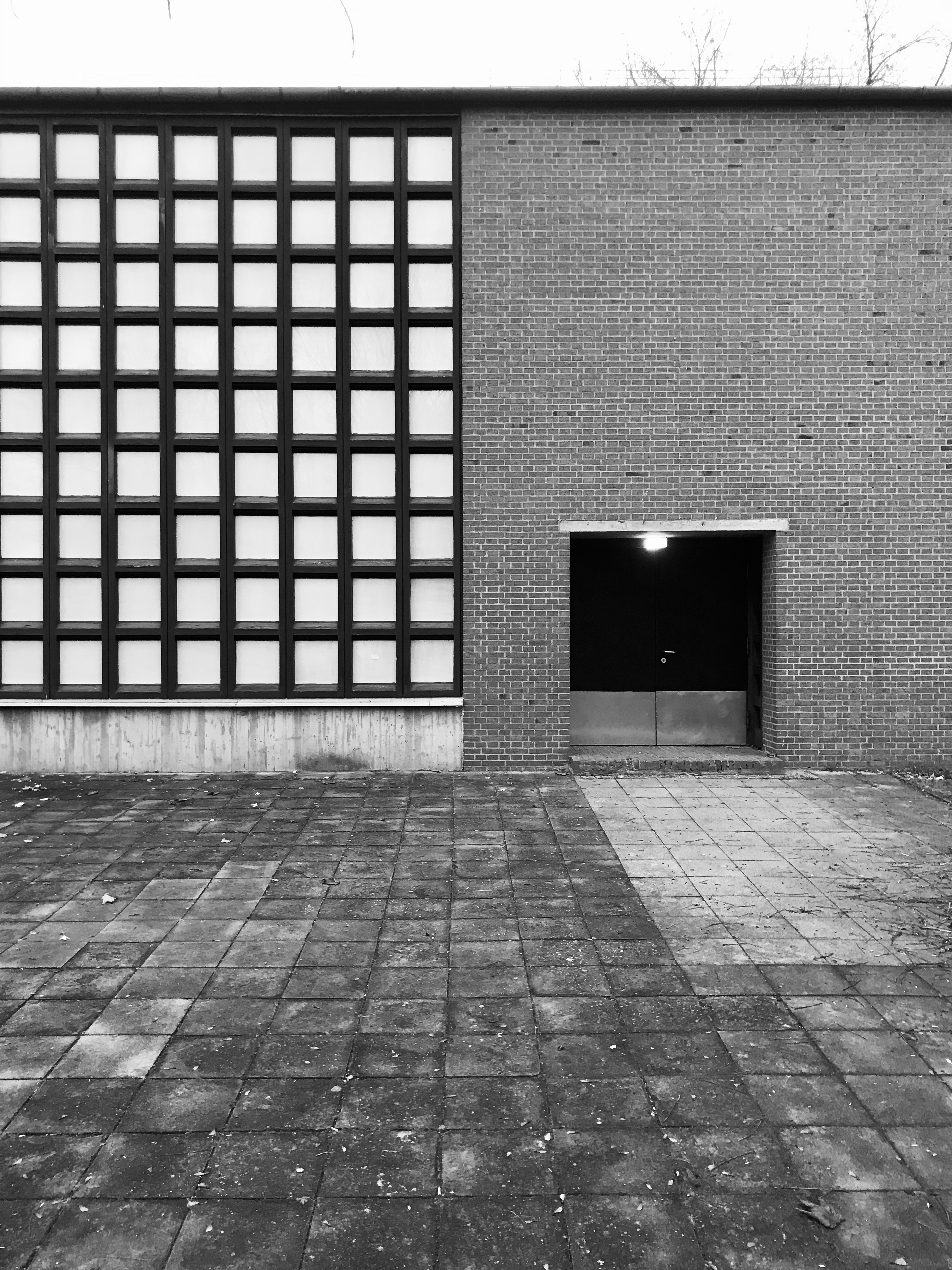
Gemeindezentrum, Manching

## Werdegang
Werner Eichberg studierte von 1929 bis 1934 Architektur an der TH München und arbeitete anschließend von 1935 bis 1937 bei Martin Elsaesser. Eichberg lehrte als Assistent bei Adolf Abel (1937–1939) und als Professor für Hochbaukonstruktion (1955–1976) an der TH München. Werner Eichberg heiratete 1938 Anneliese (geb. Thienes), mit der er 1952 ein Architekturbüro gründete.

## Bauwerke

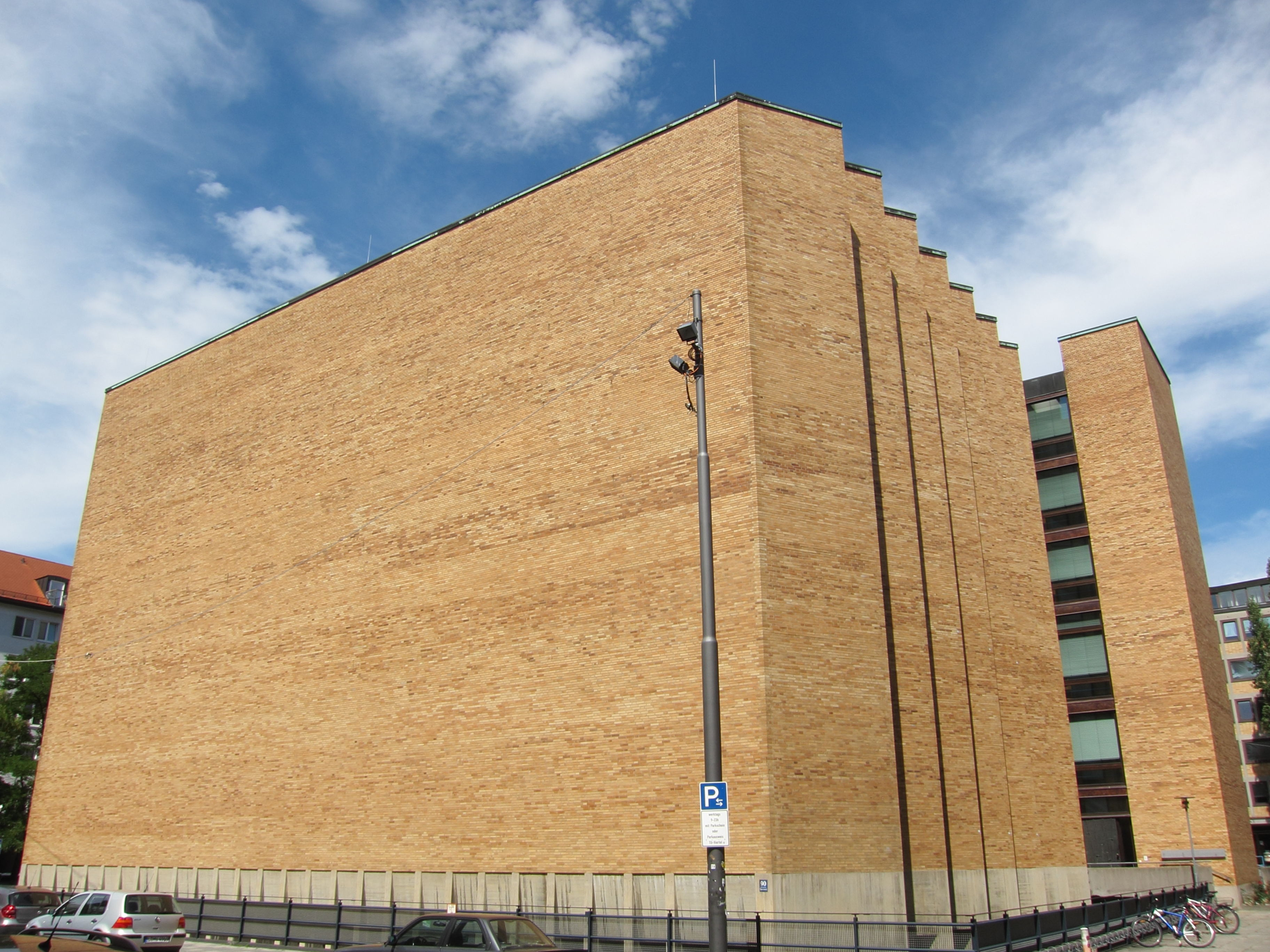
Hochspannungs- und Anlagentechnik der Technischen Universität

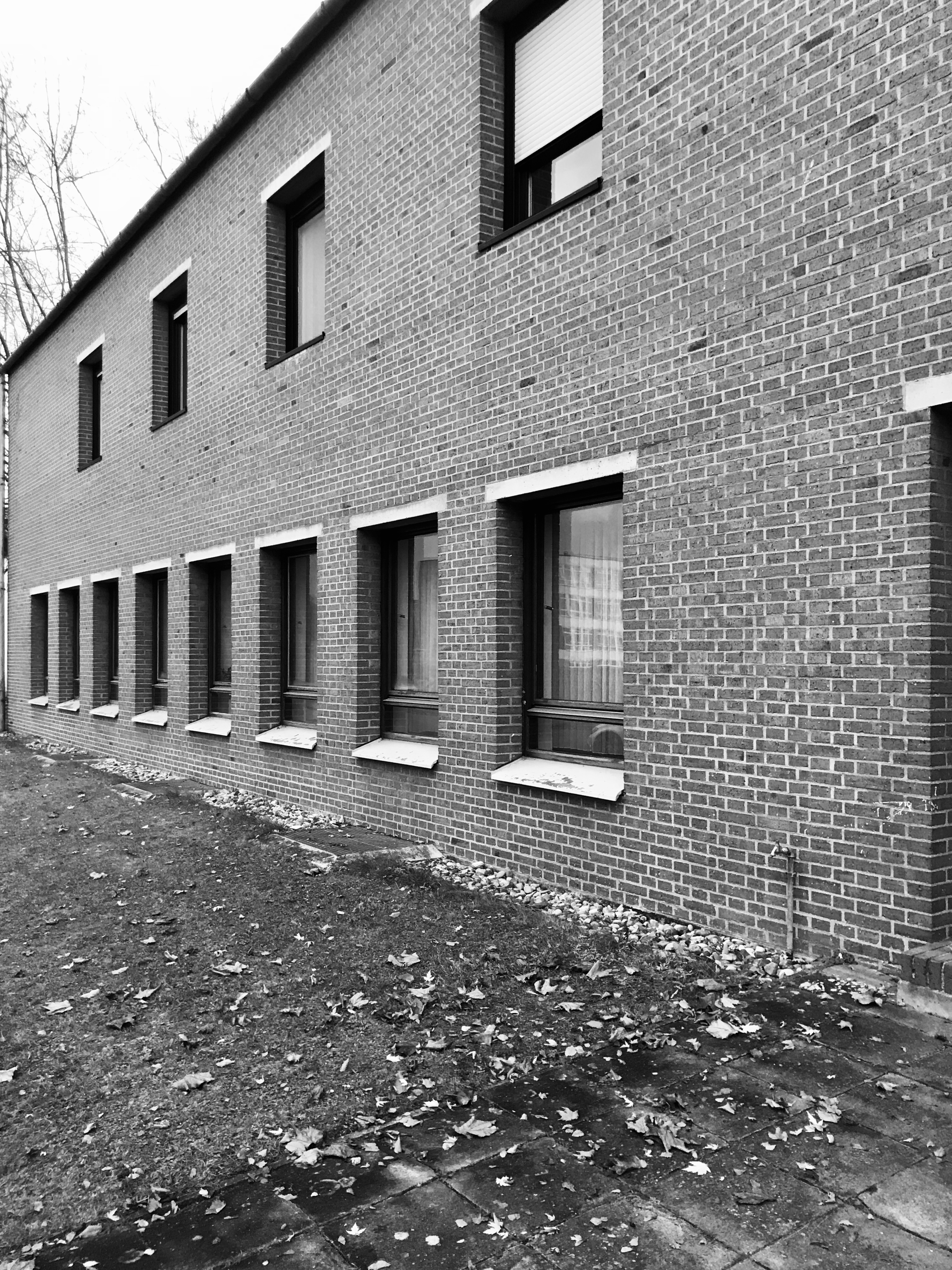
Gemeindezentrum, Manching

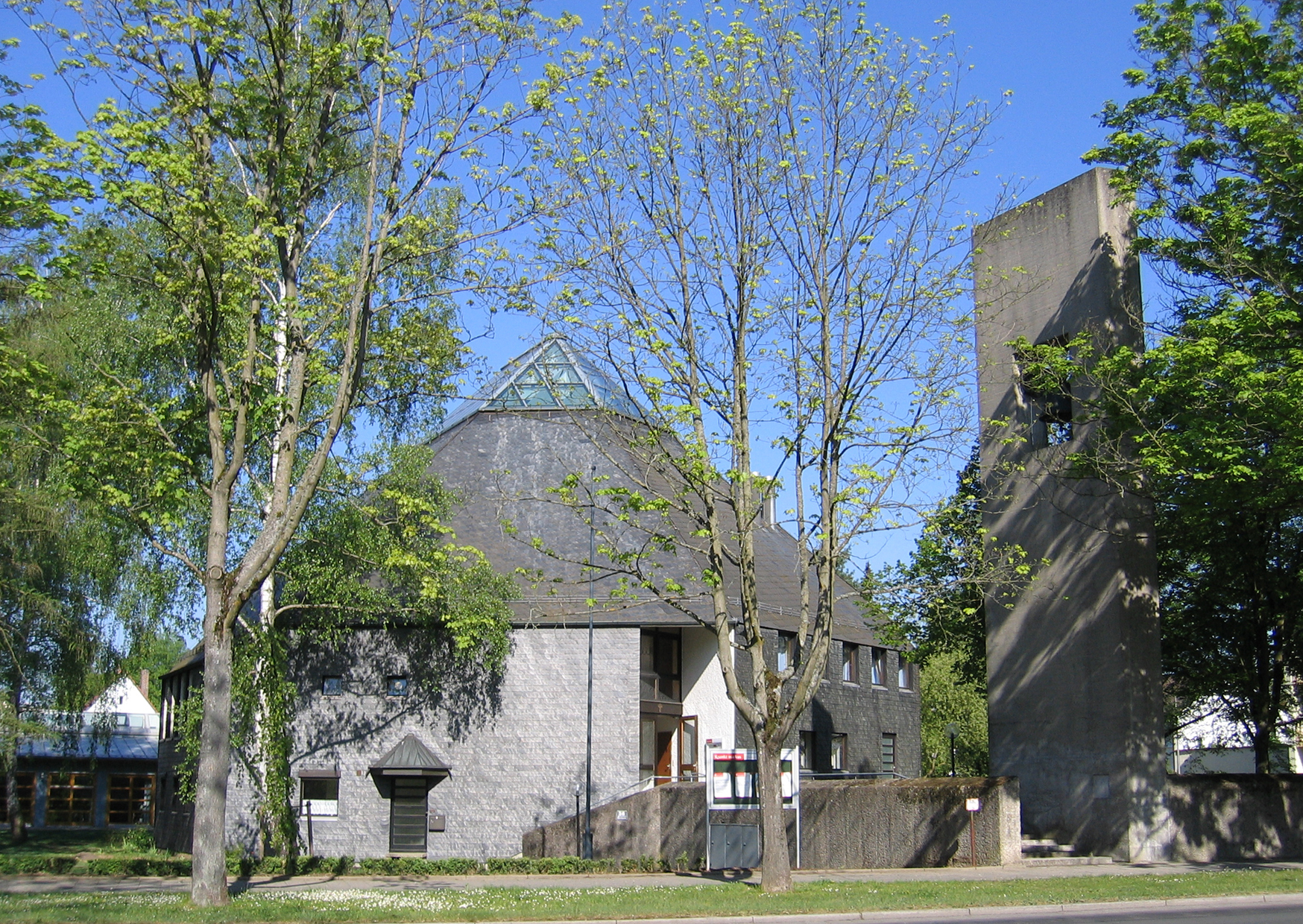
St. Markus, Regensburg

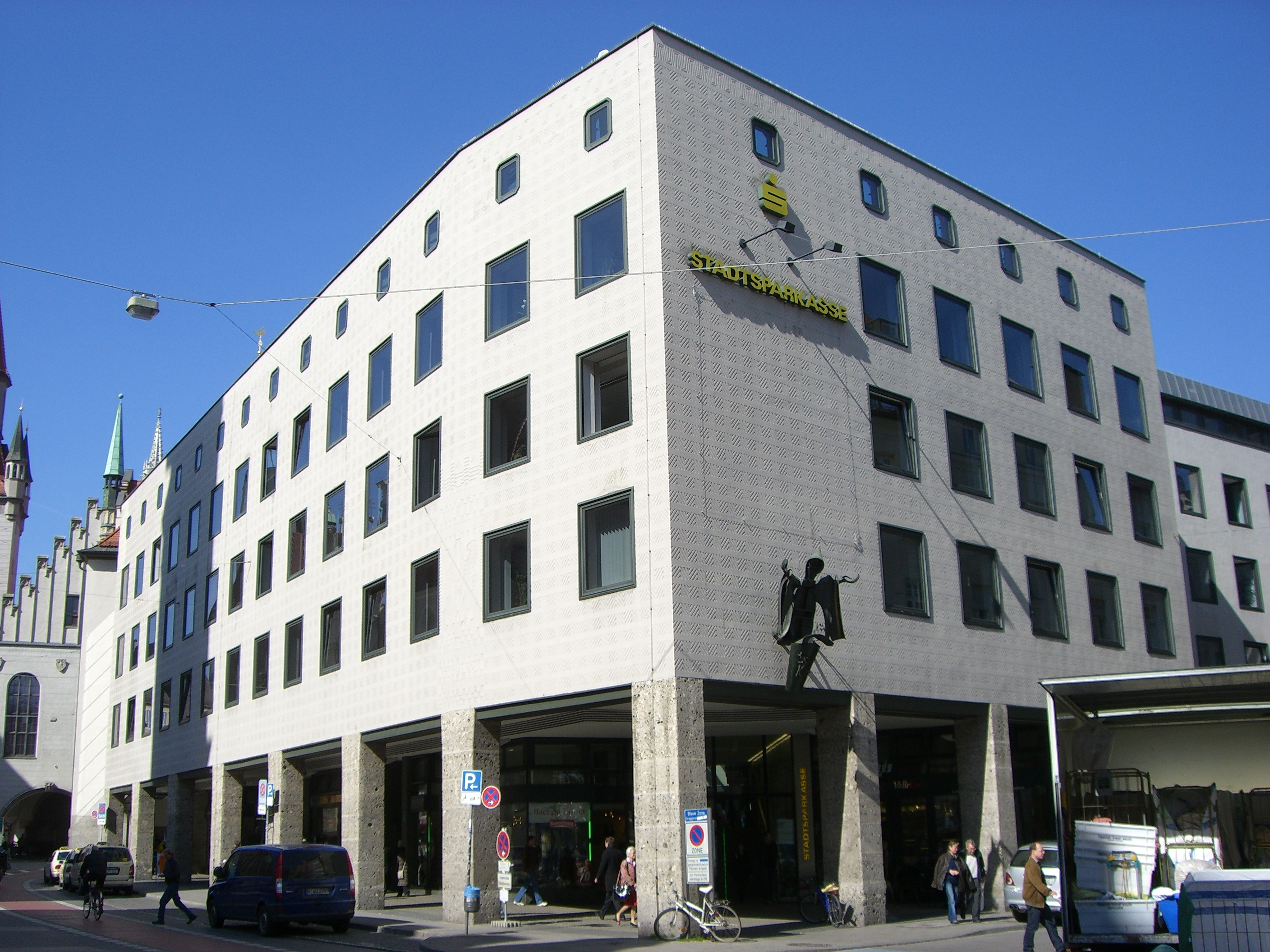
Erweiterungsbau der Sparkasse im Tal in München

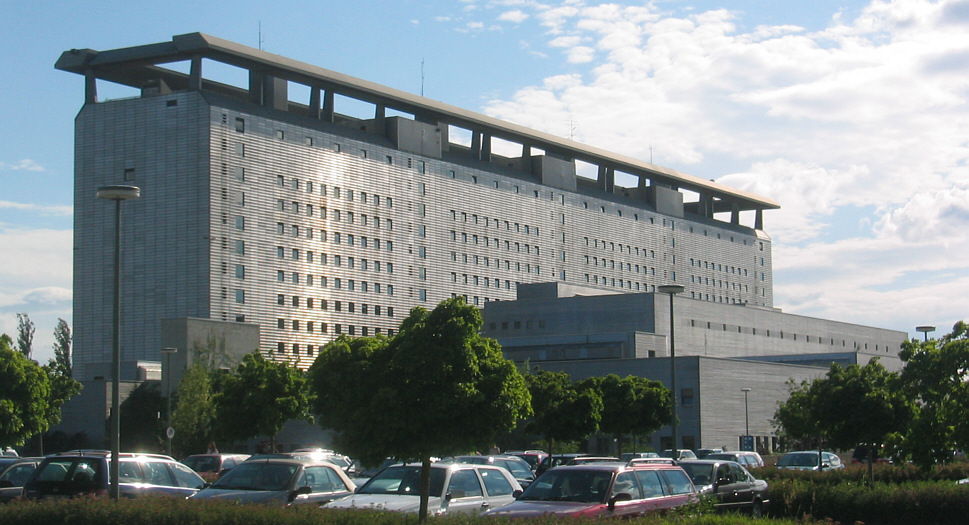
Klinikum Großhadern in München

- 1954: Amtliche Materialprüfstelle und Institut für Massivbau der Technischen Hochschule München
- 1956–1958: Erweiterungsbau – „Eichbergbau“ – der Stadtsparkasse München
- 1957–1958: Evangelisch-Lutherische Kirche, Rothenburg / Laaber
- 1957–1965: Hochvolthalle des Instituts für Hochspannungs- und Anlagentechnik der Technischen Hochschule München mit Franz Hart (Baudenkmal)[4]
- 1958–1963: Studiogebäude des Bayerischen Rundfunks, München mit Otto Roth und Josef Wiedemann
- 1963–1964: Rogatekirche, München (Baudenkmal)[5]
- 1965: Verlagshaus Callwey, München mit Otto Roth
- 1958–1967: St. Markus, Regensburg
- 1968–1974: Institut für Biologie der Ludwig-Maximilians-Universität München, München mit Franz Kießling[6]
- 1967–1978: Klinikum Großhadern, München mit Godehard Schwethelm und Walter Schlempp
- Neubau des Elektrotechnik auf dem Nordgelände auf dem Innenstadtcampus

## Ehemalige Mitarbeiter
- Theo Steinhauser
- Karl Max Hartisch

## Akademische Schüler
- Fred Angerer

## Weblink
- Werner Eichberg. In: archINFORM.